# Charte sur la participation des jeunes à la vie locale et régionale
La Charte sur la participation des jeunes à la vie municipale et régionale a été élaborée en 1992 puis révisée en 2003 par le Congrès des pouvoirs locaux et régionaux du Conseil de l’Europe en partenariat avec la Direction de la jeunesse et du sport de ce dernier.
La charte repose sur la conviction que les jeunes sont citoyens des municipalités et régions dans lesquelles ils vivent au même titre que les membres des autres groupes d’âge, et qu’ils doivent en conséquence avoir accès à toutes les formes de participation à la société.

## Contenu
La charte révisée est composée de trois parties:
1. La première donne aux autorités locales et régionales des lignes directrices sur la façon de mettre en œuvre des politiques qui affectent les jeunes dans un certain nombre de domaines: telle que la politique de l'emploi, de lutte contre le chômage ou encore celle relative au sport;
2. La deuxième propose des outils pour renforcer la participation des jeunes tels que les médias, les technologies de l'information et de la communication, ou encore des encouragements à participer aux ONG et partis politiques;
3. Enfin, la troisième formule des propositions sur la façon de créer des conditions institutionnelles nécessaires à la participation des jeunes notamment en stimulant la création de conseils, de parlements, et de forums jeunes.

De nouveaux chapitres traitent de certains phénomènes plus récents tels que la société de l'information ou l'insécurité urbaine.

## Principes
La charte établit trois principes fondamentaux :
1. La participation des jeunes à la vie locale et régionale doit s’inscrire dans une politique globale de la participation des citoyens à la vie publique;
2. Les collectivités locales et régionales sont convaincues que toute politique sectorielle devrait avoir une dimension «jeunesse». Elles s’engagent donc à adhérer aux principes de cette charte et à mettre en œuvre les différentes formes de participation qui y sont préconisées, en concertation et en coopération avec les jeunes et leurs représentants.
3. Les principes et les différentes formes de participation que prévoit cette charte s’adressent à tous les jeunes, sans discrimination. Afin de réaliser cet objectif, une attention particulière devrait être portée à la promotion de la participation à la vie locale et régionale par des jeunes venant des milieux les plus défavorisés de la société ou appartenant à des minorités – ethniques, nationales, sociales, sexuelles, culturelles, religieuses ou linguistiques.